# Amoedo
Amoedo (oficialmente San Sadurniño de Amoedo) es una parroquia española del municipio de Pazos de Borbén, perteneciente a la provincia de Pontevedra, en la comunidad autónoma de Galicia.

## Toponimia
El lugar puede aparecer referido como «Amoedo», «San Sadurniño de Amoedo» y «San Saturnino de Amoedo».

## Historia
Hacia mediados del siglo XIX, el lugar, ya por entonces perteneciente a Borbén, tenía contabilizada una población de 390 habitantes. Aparece descrito en el segundo volumen del Diccionario geográfico-estadístico-histórico de España y sus posesiones de Ultramar de Pascual Madoz con las siguientes palabras:

AMOEDO (San Saturnino de). felig. en la prov. de Pontevedra (3 leg.), dióc. de Tuy (4), part. jud. de Redondela (3/4), y ayunt. de Pazos de Borben: sit. en un llano elevado entre montes, y resguardada de los vientos E.: su clima sano, si bien se sufren algunas fiébres y costados: comprende los tres barrios nombrados Masusan, Iglesia y Carballino, que reunen sobre 96 casas: la igl. parr. (San Saturnino), es matirz con curato de entrada, provisto por la comunidad de religiosas de Redondela; el térm., que por donde mas se estiende 1/2 leg., confina al N. con Soto-Mayor; por E. con Pazos, por S. con Borben y Cepeda, y por O. con Reboreda; abrazando algunos cas. y desp.: hay muchas y buenas fuentes, cuyos derrames bajan á unirse al riach., que trayendo su origen de los montes de Valongo y Espino, proporciona riego por medio de una acequia, y se dirige despues á la felig. de Reboreda, donde pierde el nombre de Valongo al incorporarse con el Torrade: el terreno, de mediana calidad, tiene trozos de primera y segunda suerte, y en lo general disfruta del riego de que hemos hablado: sus caminos dirigen á Pontevedra, Redondela, Ribadavia, y Puenteareas, y se encuentran bastante abandonados; el correo se recibe tres dias á la semana en la cap. del part., á donde es necesario ir á recogerle: prod. maiz, centeno, algunas legumbres, panizo, y poco y mal vino: cria ganado vacuno, lanar y cabrío, y se encuentran perdices, conejos y liebres: hay cuatro molinos, única ind. que puede unirse á la agrícola y pecuaria: pobl.: 100 vec., 390 alm.: contr. con su ayunt.
(Madoz, 1845, pp. 249-250)

En 2022, tenía empadronados 527 habitantes.